# Havixbeck
Havixbeck is een plaats en gemeente in de Duitse deelstaat Noordrijn-Westfalen, gelegen in de Kreis Coesfeld. Havixbeck telt 11.961 inwoners (31 december 2020) op een oppervlakte van 53,18 km².
Het stadje ligt in de Baumberge in een mooie omgeving. Middelen van bestaan zijn toerisme en, in afnemende mate, landbouw. Veel inwoners van Havixbeck zijn woonforensen met een werkkring in Münster of een andere stad in de regio.

## Indeling van de gemeente

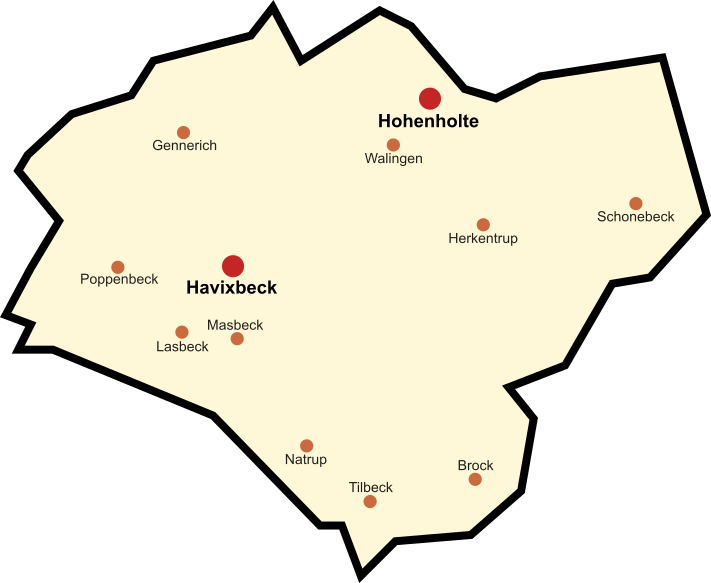
Dorpen en gehuchten van Havixbeck

Zie bovenstaand kaartje. In rood zijn daarop de twee voornaamste plaatsen in de gemeente aangegeven, Havixbeck-stad en het rondom een oud klooster gegroeide dorp Hohenholte. In oranje zijn de zgn. Bauerschaften aangegeven. Dit zijn gehuchten, oorspronkelijk bestaande uit, om verschillende redenen bijeen horende, groepen verspreid staande boerderijen. Brock en Schonebeck (met kasteel Hülshoff) werden bij een gemeentelijke herindeling per 1 januari  1975 van Roxel naar Havixbeck overgeheveld.
Volgens de website van de gemeente had deze per 30 juni 2021 12.179 inwoners, van wie circa 710 te Hohenholte.

## Ligging, infrastructuur
Havixbeck ligt in het Münsterland en aan de noordoostkant van de Baumberge. Het licht golvende landschap bestaat uit akkers en weiden, afgewisseld met kleine bossen.
De Dom in het centrum van de stad Münster staat circa 20 km ten oosten van het stadje. Ten noorden van Billerbeck ontspringen de Münstersche Aa en iets noordelijker het riviertje Steinfurter Aa, dat nabij Bad Bentheim in de Overijsselse Vecht uitmondt.

### Buurgemeentes
- In het oosten: Roxel en Nienberge, stadsdelen van Münster
- In het noorden: Altenberge
- In het westen: Billerbeck
- In het zuidwesten: Nottuln
- In het zuiden: Senden

### Hoofdverkeerswegen van en naar Havixbeck
- Autobahn A1, afrit 77 Münster-Nord (ca. 10 km)
- Autobahn A43, afrit 3 Senden/ Havixbeck (via Bösensell, gem. Senden, ca. 12 km). Wie vanuit Bösensell niet de Autobahn oprijdt, maar rechtdoor, zuidwaarts de Bundesstraße 235 neemt, komt via o.a. Lüdinghausen uiteindelijk in het Ruhrgebied uit.

- Bundesstraßen:
  - Bundesstraße 54,  Altenberge-Süd (ca. 9 km)
  - Bundesstraße 525,  Nottuln (ca. 8 km); van Nottuln is het over de B 525 nog 15 km westwaarts naar Coesfeld.

### Openbaar vervoer
Havixbeck heeft een station aan de spoorlijn Coesfeld-Münster. Het station staat ten zuiden van het stadje, bij kasteel Haus Havixbeck. Ieder uur stopt er in beide richtingen een trein. Ook bestaat een busverbinding met Münster.

## Geschiedenis
Het gebied van de gemeente Havixbeck is, blijkens enkele archeologische vondsten,  in het Mesolithicum en Neolithicum incidenteel bewoond geweest.
In het jaar 890 wordt het direct ten noorden van Havixbeck gelegen gehucht Gennerich als  Geldrike vermeld in een belastingregister van de Abdij Werden. In 1137 wordt  Kirchspiel Havekesbeke (Havixbeck) voor het eerst vermeld in een document van bisschop Werner von Münster. In 1142 werd het klooster van Hohenholte gesticht; het werd in 1557 een adellijk, wereldlijk vrouwensticht. Dat bestond tot 1812. Rondom de kerk ontstond te Havixbeck een ringvormige nederzetting, de kerkburcht, die afgesloten kon worden door de poorten te sluiten. Eén zo'n poortgebouw staat er nog. Overigens is Havixbeck officieel een dorp gebleven; stadsrechten heeft het nooit verkregen. Vanaf de 12e eeuw tot de 19e eeuw, en later nog in de periode 1945-1958, verdienden veel mannen uit Havixbeck hun brood in steengroeven, waar Baumberger zandsteen werd gedolven. 
Het gebied deelde van de 12e tot de 19e eeuw, de historische lotgevallen van het Prinsbisdom Münster, waar het toe behoorde. Het blijvende gevolg hiervan was, dat tot circa 1970 verreweg de meeste christenen in de gemeente, ondanks de Reformatie van de 16e eeuw, rooms-katholiek zijn gebleven. In de 17e en 18e eeuw vond een tamelijk sterke groei van het dorp Havixbeck buiten de middeleeuwse kerkburcht plaats: ambachtslieden verlieten de steden in de regio, omdat in Havixbeck de lokale belastingen lager waren.
Havixbeck en Hohenholte werden in de loop der eeuwen diverse malen door rampen getroffen, te weten:
- pestepidemieën in 1382 en diverse jaren in de 17e eeuw
- oorlogsgeweld en plunderingen door rondtrekkende troepen soldaten in: 1534 (ten tijde van het Wederdopersoproer); 1587, Spaanse soldaten; 1591, Staatse soldaten; 1618-1648, Dertigjarige Oorlog (geen verwoestingen maar inbeslagname van goederen met armoede als gevolg)
- grote branden in: 1577, 1591 (2 x), 1690.

In 1887 deed de kasteelheer van Haus Stapel een schenking van o.a. landerijen aan de Rooms-Katholieke Kerk. Daarop werd een groot ziekenhuis gebouwd, met de naam Marienstift Droste zu Hülshoff. In 1971 werd dit ziekenhuis gesloten en tot bejaardentehuis verbouwd. Het is tegenwoordig een modern woon-zorg-complex voor ouderen.
In 1907 kreeg Havixbeck een aansluiting op het spoorwegnet. Na de Tweede Wereldoorlog, die Havixbeck nagenoeg ongemoeid liet, groeide het dorp sterk door de bouw van woonwijken voor forensen uit o.a. de stad Münster. Onder dezen zijn ruim 2.000 evangelisch-luthersen, voor wie dan ook in de jaren zeventig van de 20e eeuw een kerkgebouw is verrezen.

## Bezienswaardigheden

### Burg Hülshoff

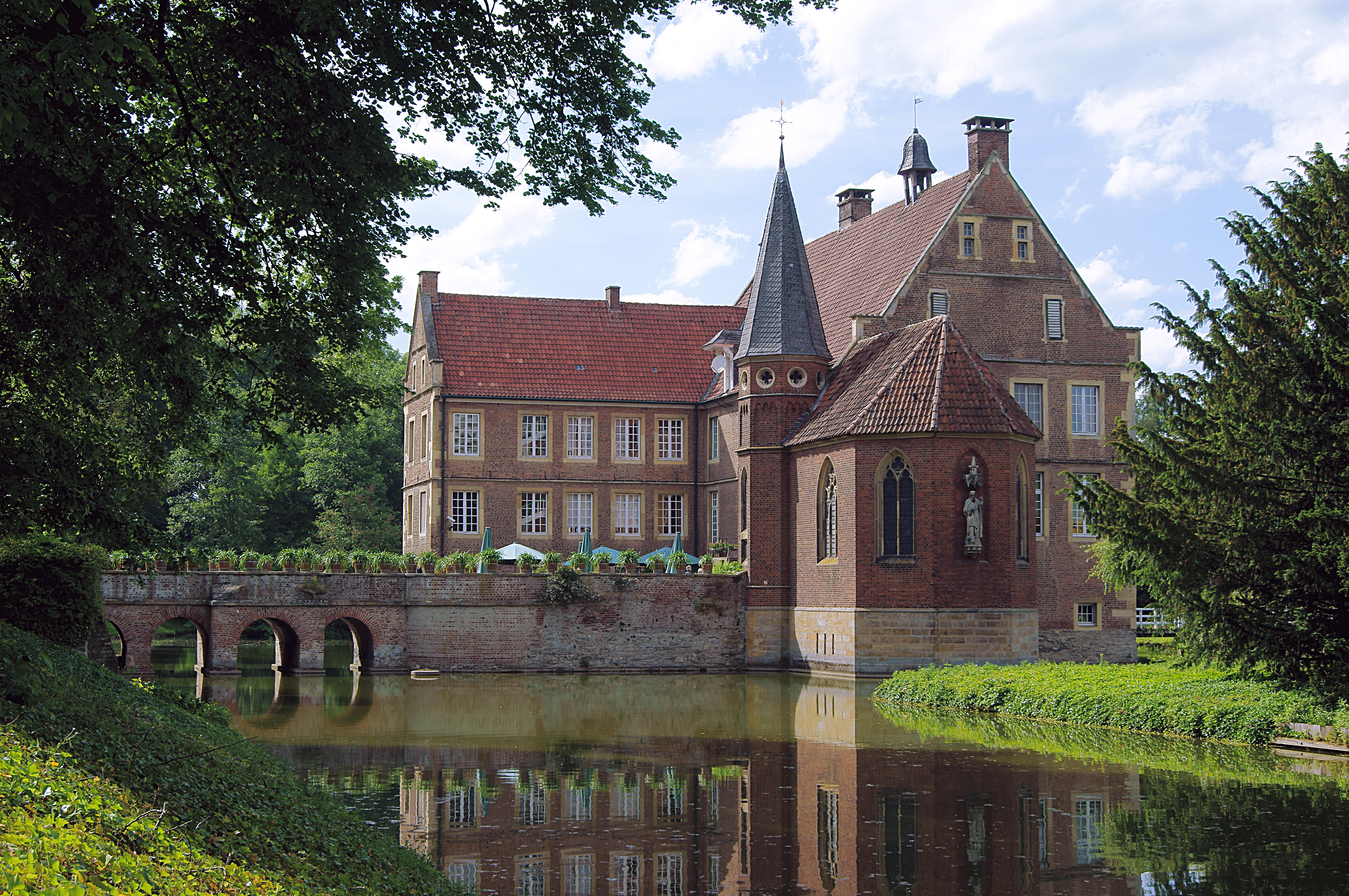
Wasserburg (Kasteel) Hülshoff
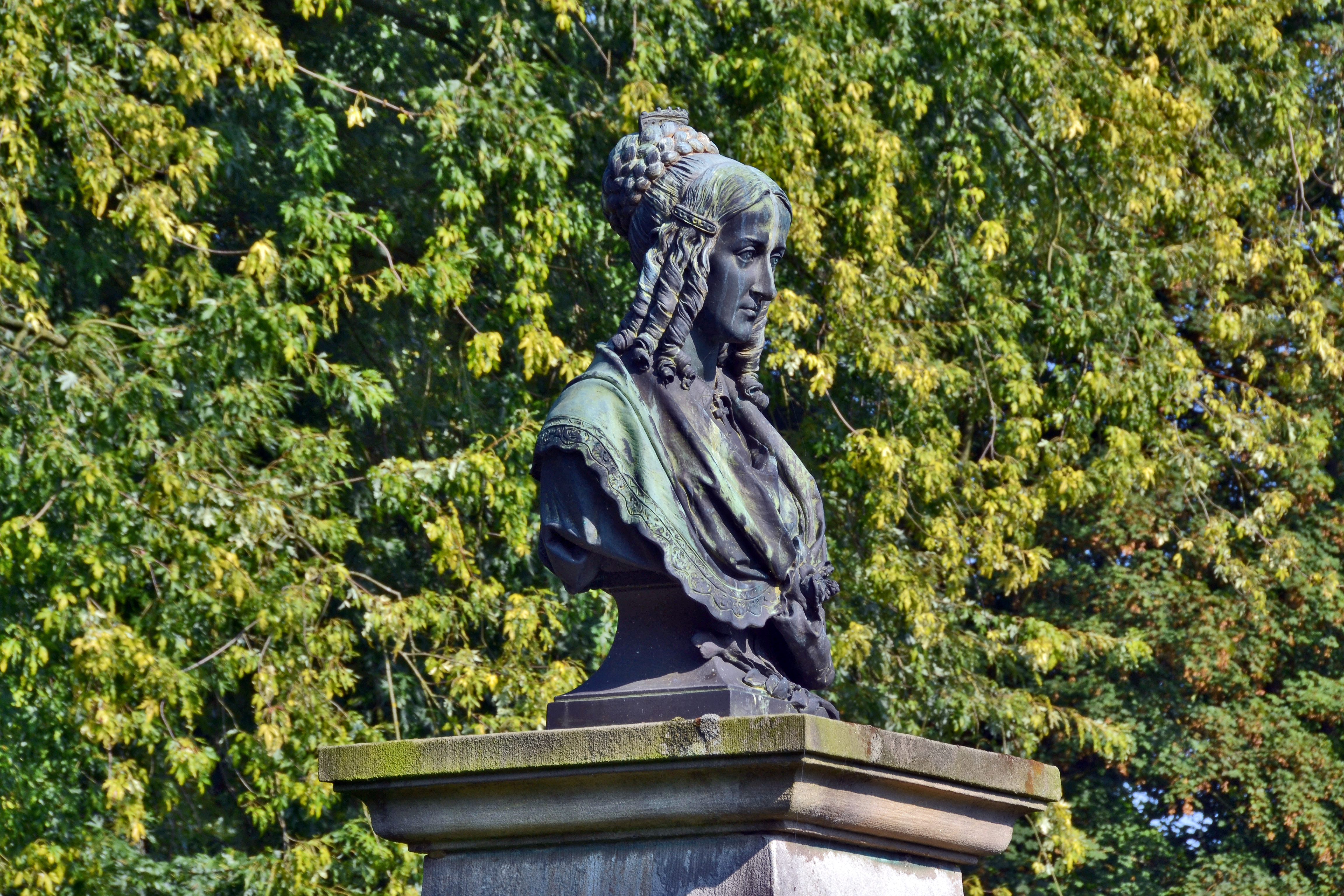
Borstbeeld van Annette von Droste-Hülshoff, in het park
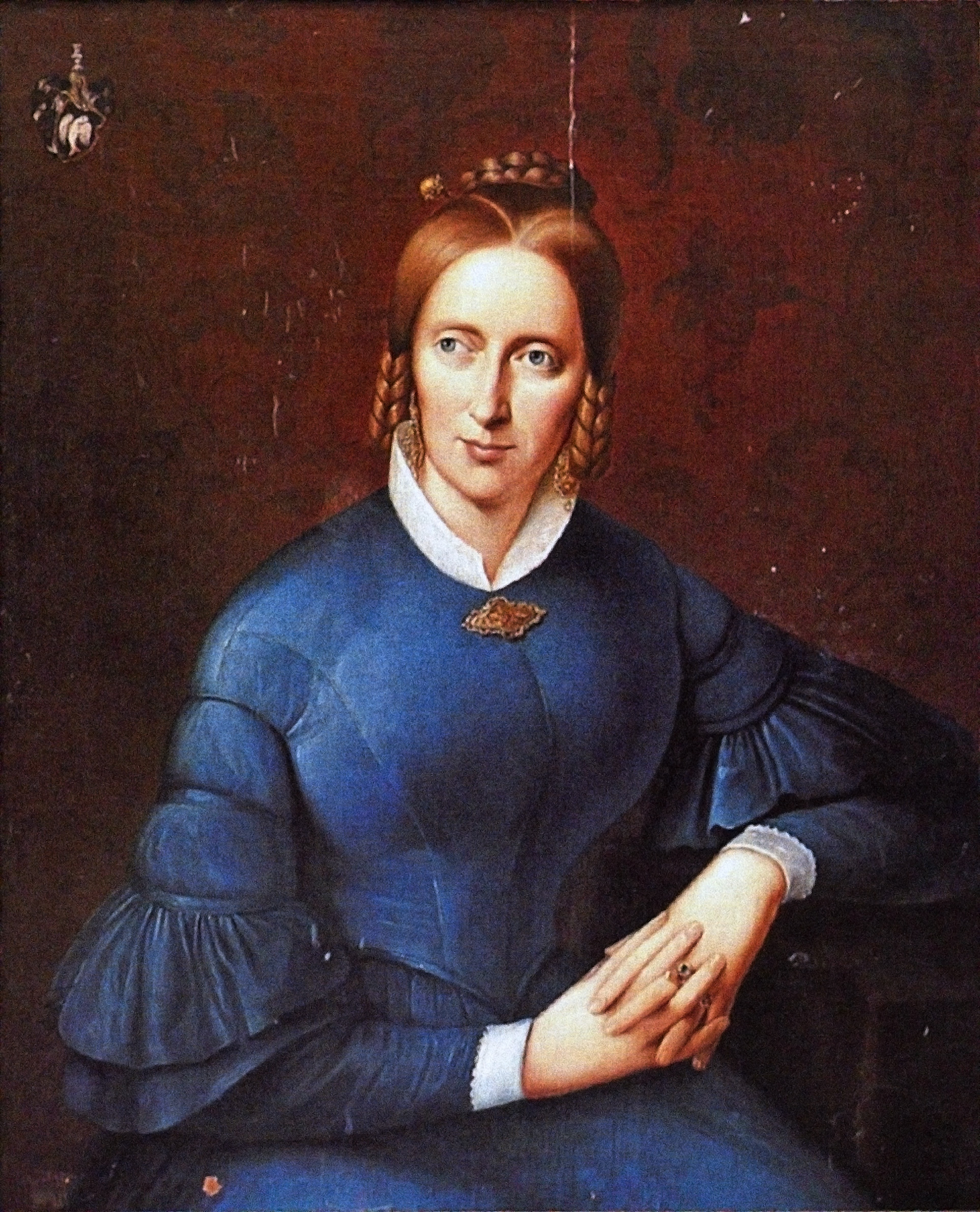
Portret van de schrijfster in het kasteel (J.J. Sprick, 1838)
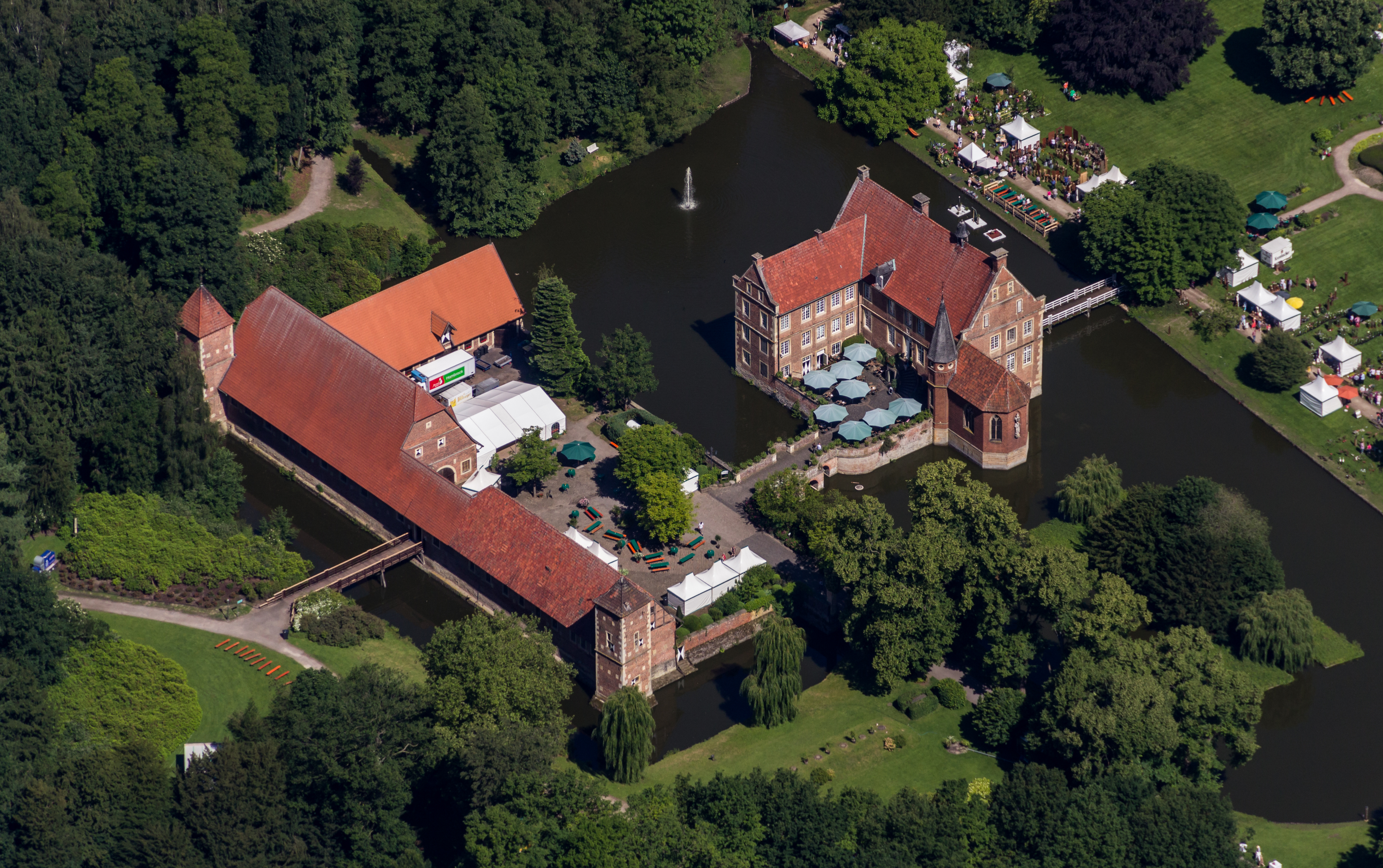
Zomerfeest (2014) bij het kasteel
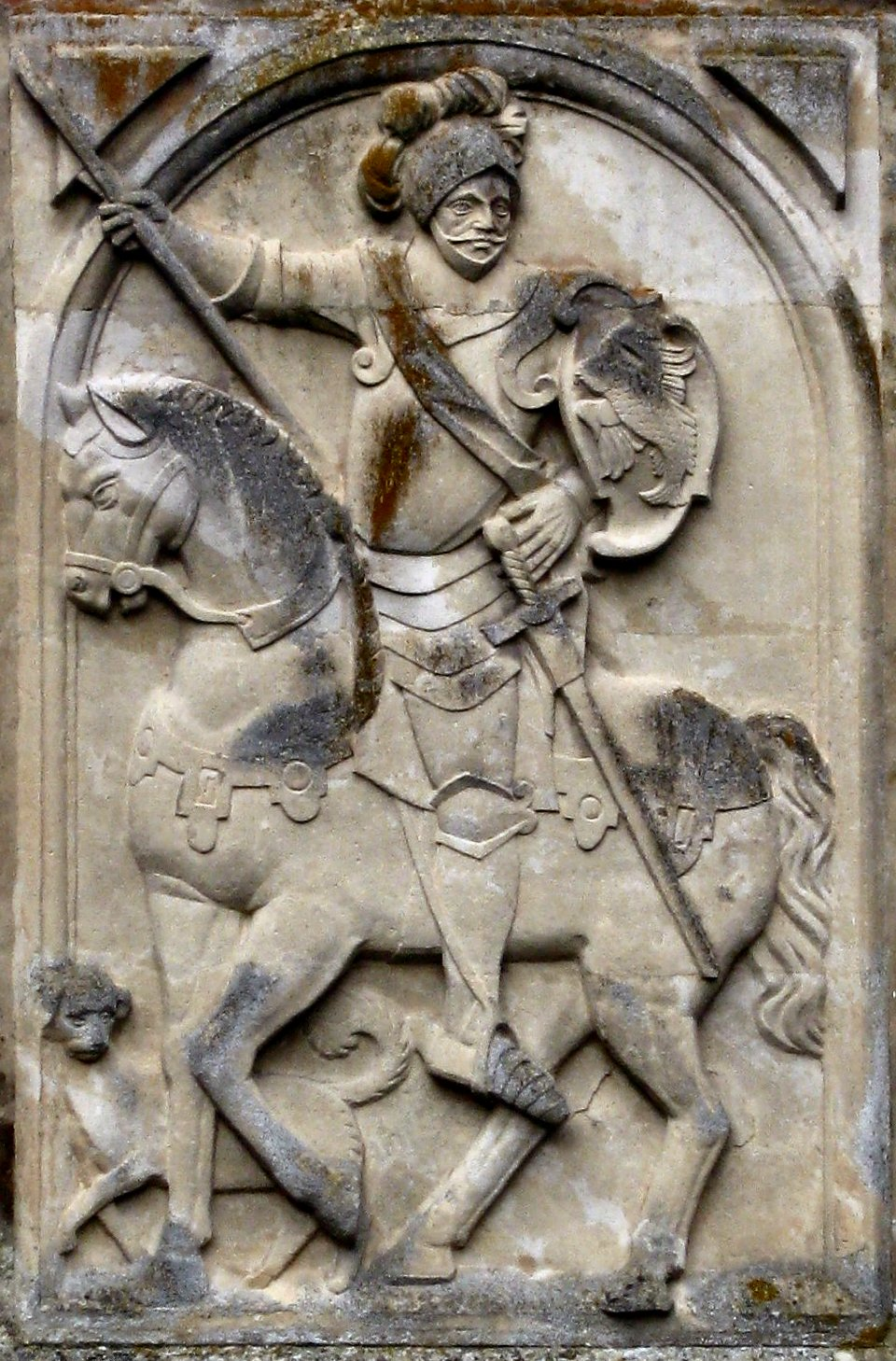
Hendrik I von Droste zu Hülshoff (1500-1570), strijder voor de bisschop van Münster tegen de Wederdopers
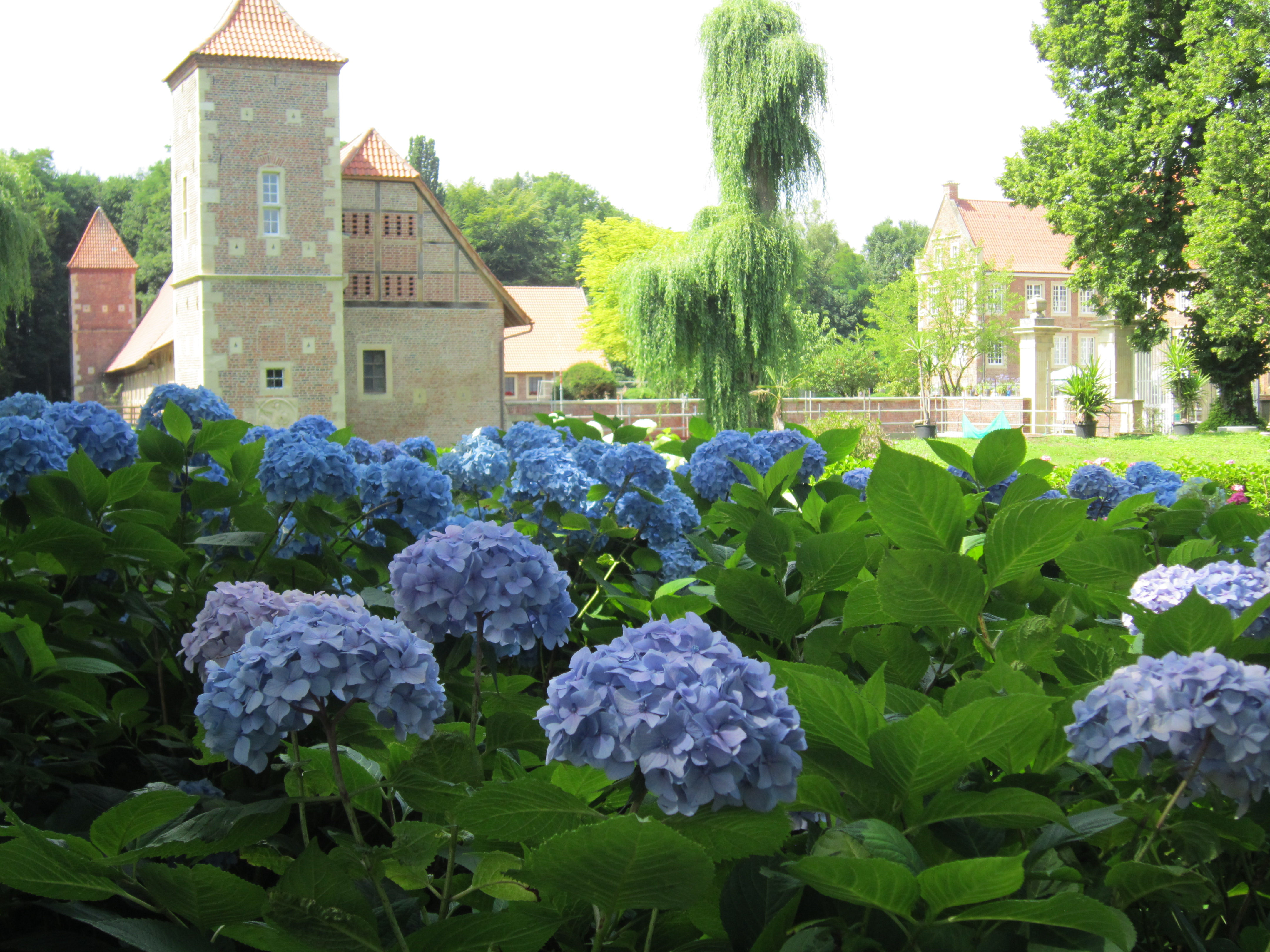
Kasteelpark

Acht km ten oosten van Havixbeck, onder het gehucht Schonebeck, ligt kasteel Hülshoff, waar de schrijfster Annette von Droste-Hülshoff in 1797 is geboren, en lange tijd heeft gewoond. Aan haar is in het kasteel een literair centrum met museum gewijd.
Het goed wordt in de 11e eeuw voor het eerst in een document vermeld als Oberhof Hoff von Hulshove (modern Duits: Hof zum Hülshoff). Archeologisch onderzoek heeft aangetoond, dat op de plaats van het huidige kasteel in die tijd al een eerdere burcht stond. De bewoners kunnen worden gekenschetst als  ministerialen, vazallen of leenmannen van de landsheer, doorgaans de prins-bisschop van Münster of de graaf van Tecklenburg. Een invloedrijke bewoner van het kasteel was Johan IV von Droste zu Hülshoff (* voor 1381; † 1446). Hij was een ridder, en raadsheer en later burgemeester van de stad Münster, en reeds bezitter van diverse andere kastelen en landgoederen in de omgeving, toen hij in 1417 het sindsdien naar hem genoemde Kasteel Hülshoff  als zomerresidentie kocht. Zijn nazaat Hendrik I (1500-1570), die strijd moest leveren tegen de Anabaptistische opstand in Münster van 1534-1535, deed zijn stadshuis te Münster van de hand en ging het kasteel permanent bewonen. Hij en zijn zoon Bernhard II (1542-1624, eveneens burgemeester van Münster) lieten het kasteel versterken en renoveren. De familie ondersteunde de kerk en parochie van St. Pantaleon te Roxel in het bijzonder; hier werden de meeste leden van de familie gedoopt, en vonden hun trouw- en rouwplechtigheden ook vaak plaats. Het kasteel stond tot 1975 op het grondgebied van dit direct ten oosten ervan gelegen dorp. Schade aan het kasteel t.g.v. de Dertigjarige Oorlog (1618-1648) kon vrij spoedig hersteld worden. Sedertdien bleef het kasteel steeds in bezit van leden van dit geslacht. Barones (Freifrau) Jutta von Droste zu Hülshoff (* 17 juni 1926 in Münster; † 23 december 2015 in Billerbeck) was de laatste particulier eigenaresse van Burg Hülshoff in Havixbeck. Haar vader en grootvader hadden reeds nevenbezittingen verkocht, en zij zelf liet in het kasteel een museum over Annette von Droste-Hülshoff, en een kasteelkelder-restaurant inrichten. In 2012 bracht zij het kasteel in in de Annette von Droste zu Hülshoff-Stiftung. Deze heeft de instandhouding van het kasteel en van de culturele nalatenschap van de bekende schrijfster ten doel. Van 2014-2018 werd het kasteel ingrijpend gerenoveerd, o.a. werd het bouwvallige dak vervangen. Ook werden er expositieruimtes en faciliteiten voor literair-historisch onderzoek gerealiseerd. Daarnaast vinden er, mede op het Engelse taalgebied gerichte, experimentele evenementen plaats met als thema: interactie tussen literatuur, architectuur, digitale en podiumkunsten. Hiervoor is een Centre for Literature gecreëerd. Het kasteel bezit ook een grote, oude familiebibliotheek.
Het fraaie en uitgestrekte park, dat gratis toegankelijk is,  ontstond in fasen tussen de 17e en 19e eeuw. Het is beroemd om de vele rododendron- en hortensiastruiken. Het kasteel is voor bezichtiging d.m.v. rondleidingen opengesteld.

### Overige
- Bij het stadje liggen de kastelen Haus Stapel (in een fraai bos, 2 km noordwaarts) en Haus Havixbeck (direct ten zuidwesten van het centrum, bij het station). Beide kastelen zijn bewoond door adellijke families, en zijn, afgezien van twee dagen in Haus Stapel per jaar, waarop muziekuitvoeringen worden gegeven, niet te bezichtigen.
- Nabij Havixbeck (ca. 5 km ten ZW van het station) is het hoogste punt van de Baumberge te vinden, de 187 m hoge Westerberg. Op deze heuvel staat de Longinusturm (uitzichttoren), die bezichtigd kan worden.
- Baumberger-Sandstein-museum, gewijd aan de winning en de eigenschappen van de Baumberger zandsteen en de daarin voorkomende fossielen.
- De in de 12e-14e eeuw gebouwde Sint-Dionysiuskerk te Havixbeck
- De in de 18e eeuw gebouwde, barokke Sint-Joriskerk te Hohenholte
- Zoals overal in het, orthodox katholieke, Münsterland zijn op veel kruispunten van landwegen e.d. kleine wegkruisen en kapelletjes aanwezig. Vele daarvan dateren van voor het jaar 1800, en hebben cultuurhistorische waarde.
- Stift Tilbeck: In dit, oorspronkelijk als katholiek gesticht voor mensen met epilepsie reeds in 1881 opgerichte, woonzorgcentrum worden allerlei activiteiten georganiseerd, waaraan zowel "valide" mensen als mensen met een verstandelijke handicap deelnemen. Er is ook een winkel met door hen gemaakte kunstnijverheidsproducten en een, mede op passerende fietstoeristen gericht, café-restaurant. Ook is er een kinderboerderij en een blotevoetenpad.
- Een aan de Altenberger Straße te Havixbeck wonende liefhebber van ouderwetse radio-techniek heeft in zijn huis het Rundfunkmuseum (radio-museum) Holtstiege, met talrijke radiotoestellen uit het begin en midden van de 20e eeuw, ingericht. Op afspraak te bezichtigen.

## Afbeeldingen

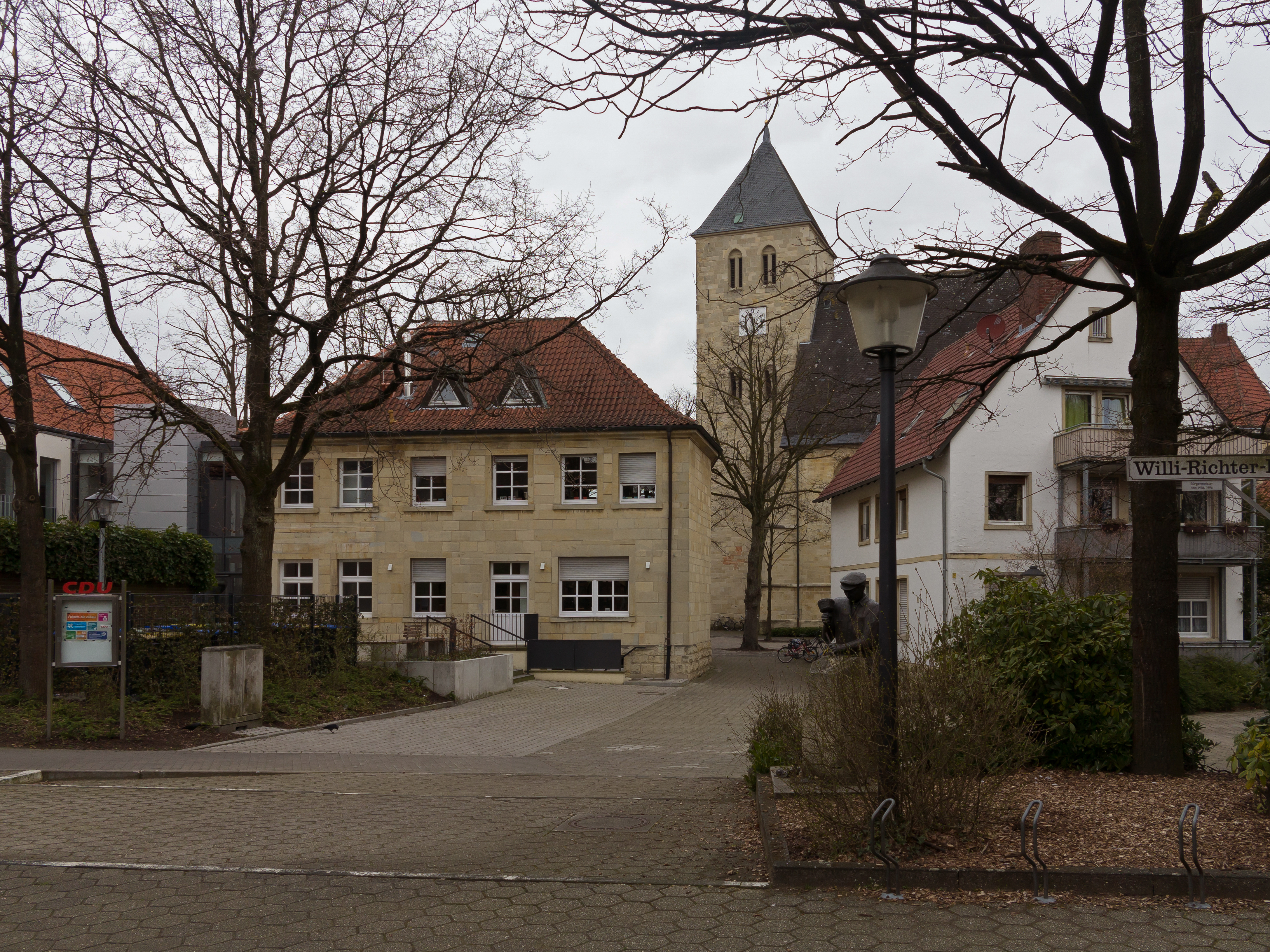
Sculptuur (Der Steinhauer) met kerk (de St.- Dionysiuskerk) op de achtergrond
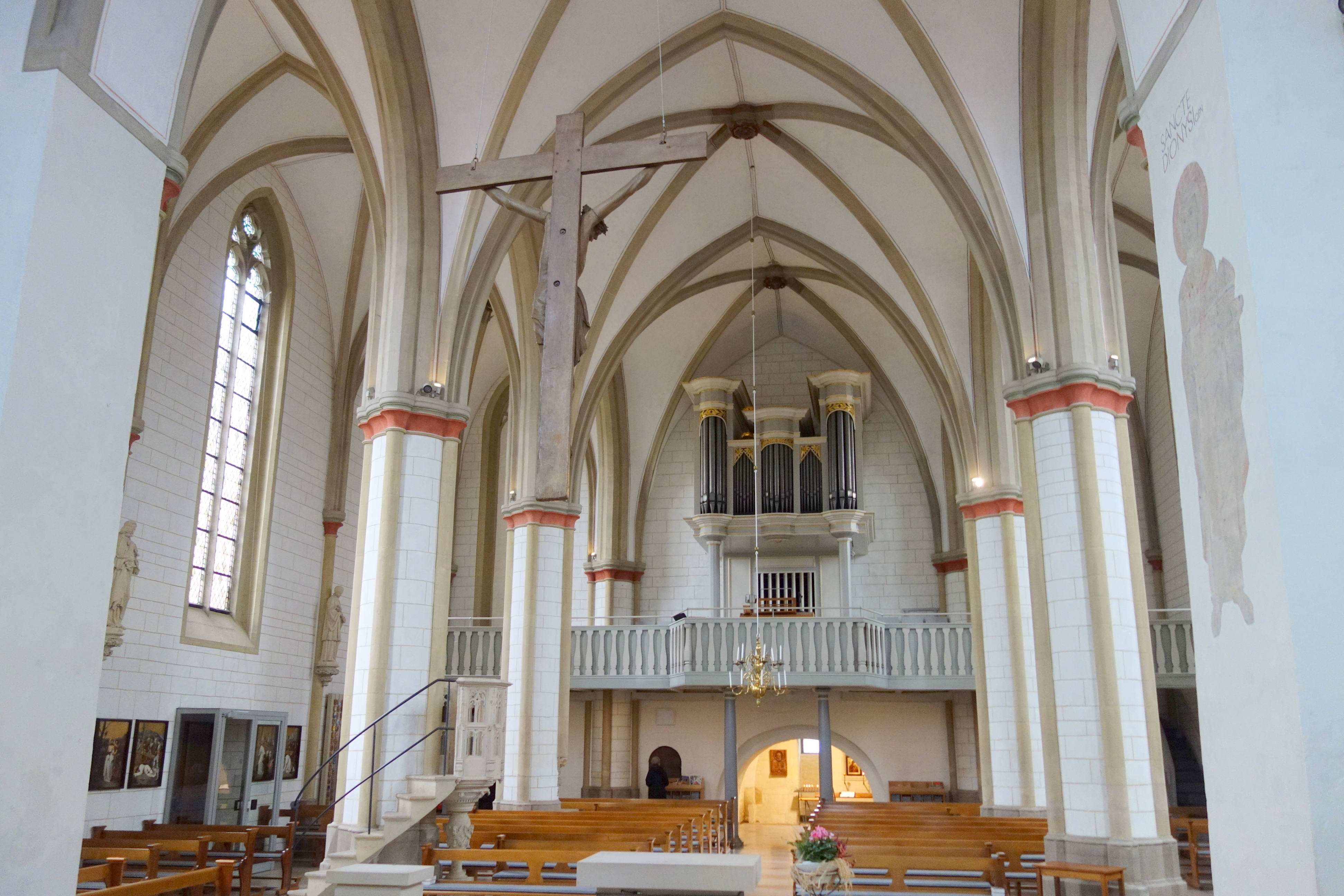
Interieur St.- Dionysiuskerk
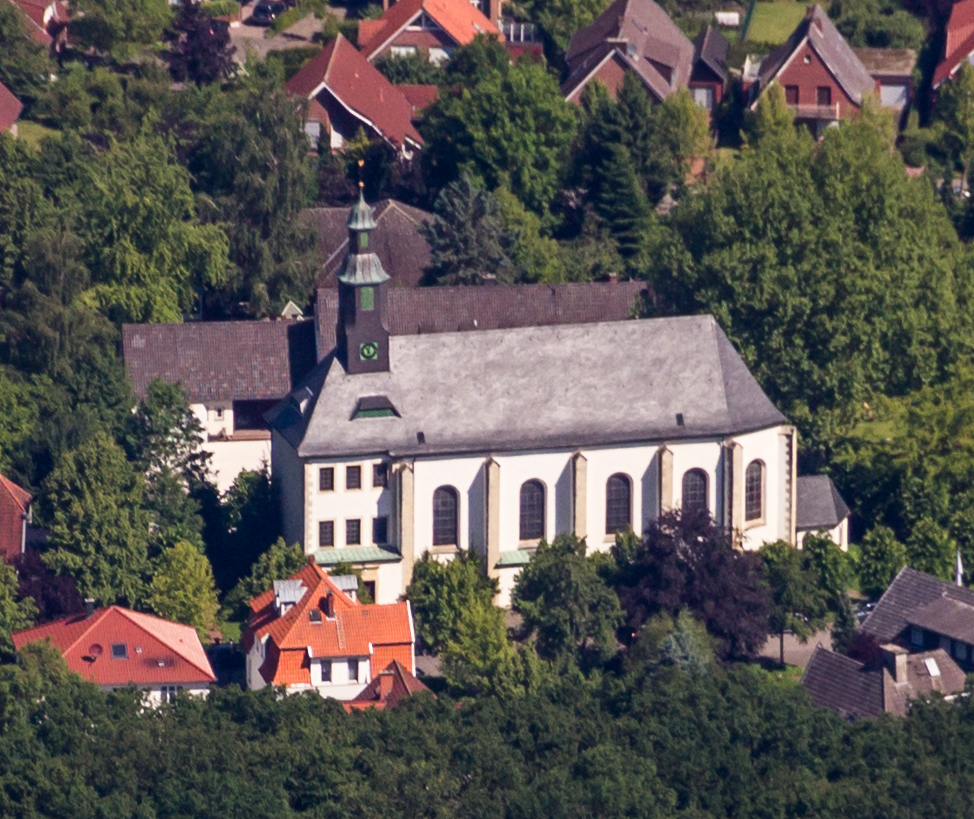
St. Joriskerk, Hohenholte
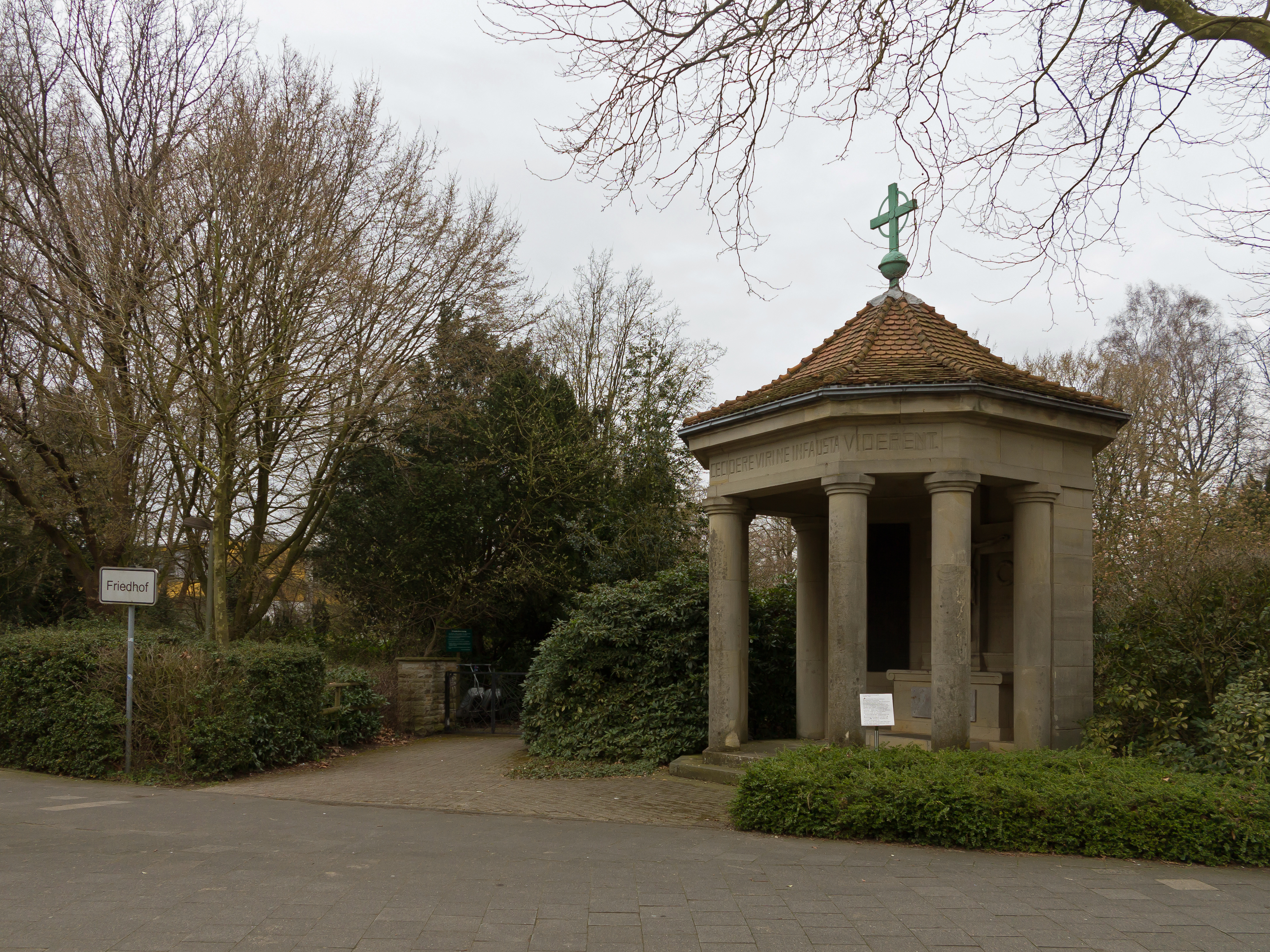
Oorlogsmonument (kapel)
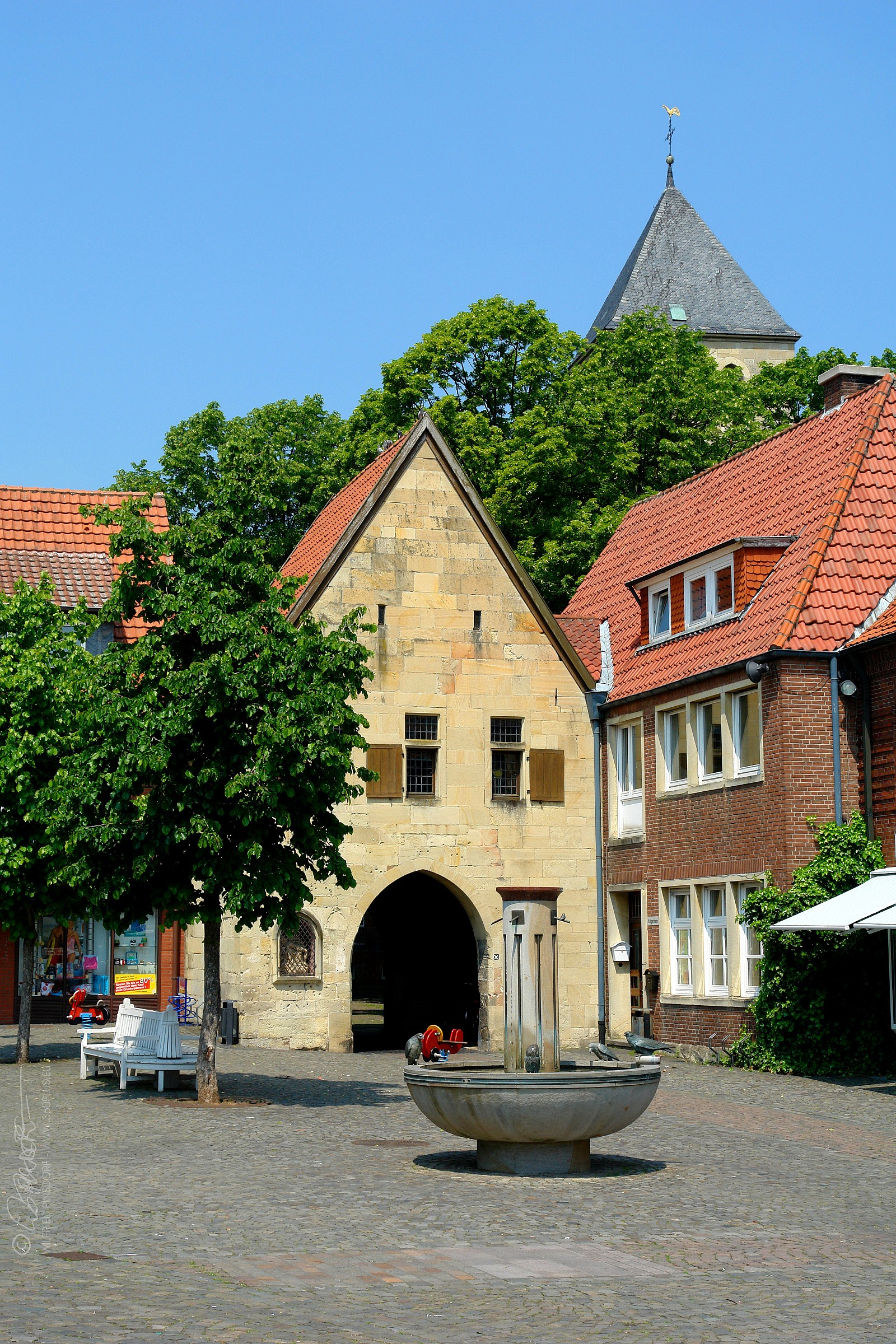
Poortgebouw
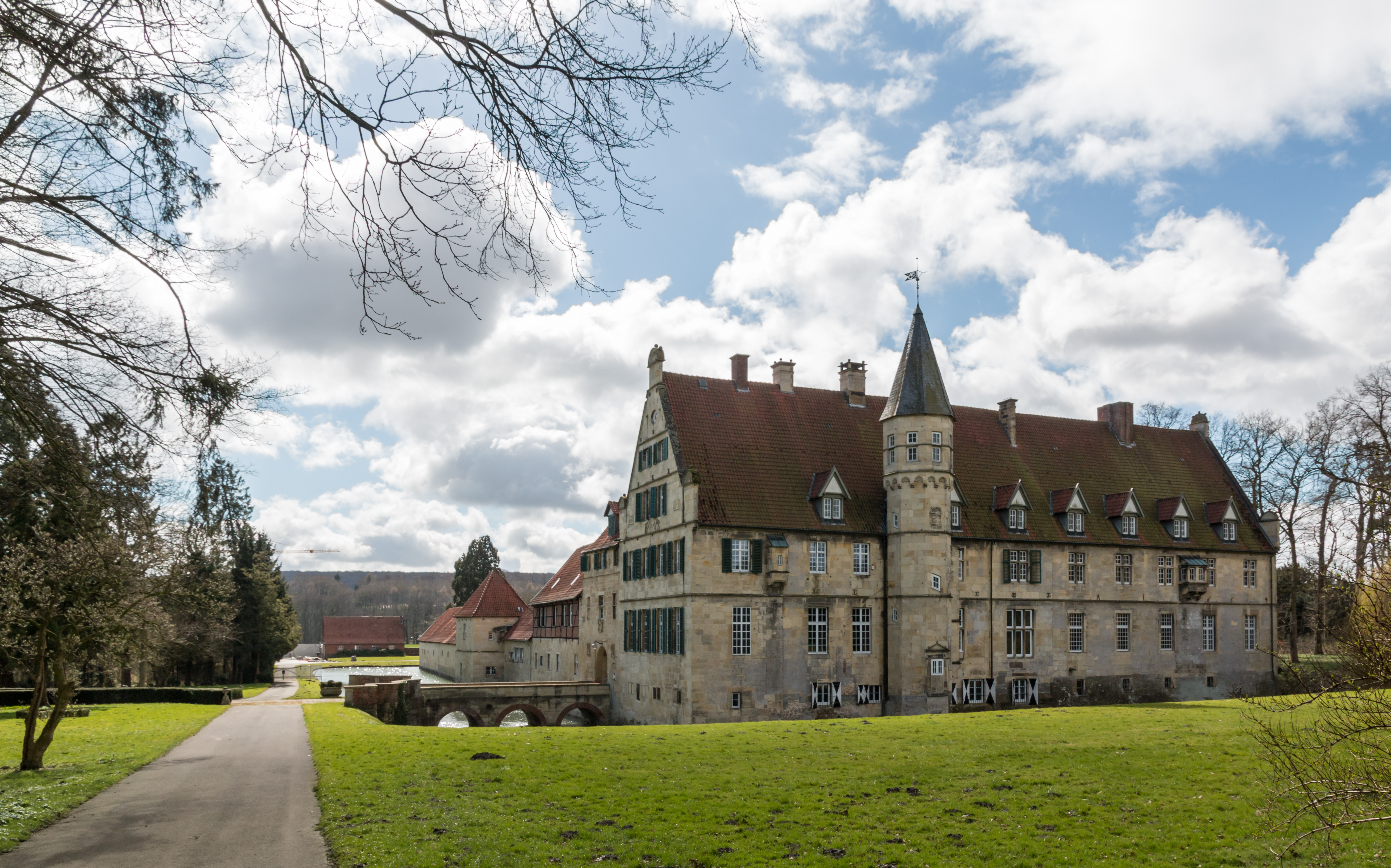
Haus Havixbeck
Stift Tilbeck
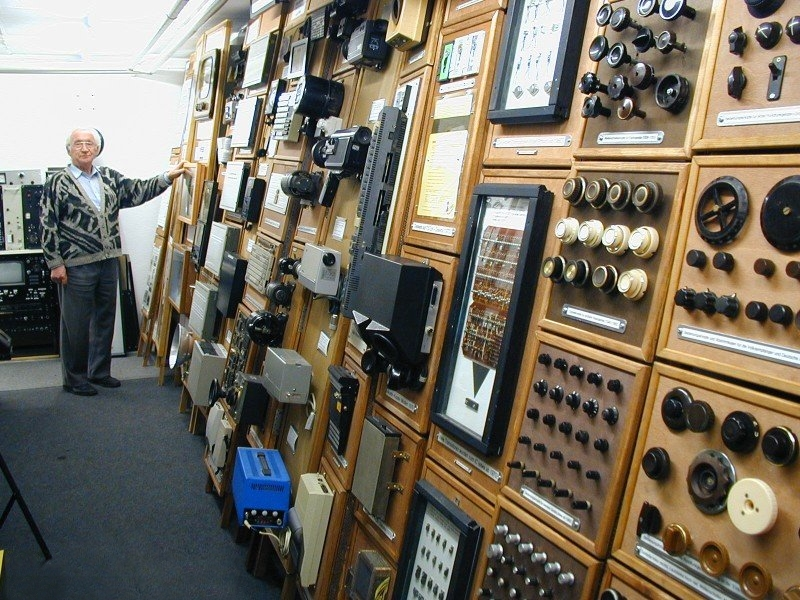
Reinhold Holtstiege (1929–2011) in zijn radio-museum

## Partnergemeentes
- Bellegarde (Loiret) (Frankrijk), sedert 1973
- Bestensee (Brandenburg, Duitsland), sedert 1991

## Belangrijke personen in relatie tot de gemeente
- Annette von Droste-Hülshoff (* 10 of 12 januari 1797; † 24 mei 1848), beroemd schrijfster, geboren op Haus Hülshoff
- Clemens-August II von Droste zu Hülshoff (* 7 november 1760 op Haus Hülshoff; † 25 juli 1826 ibidem), adellijk grootgrondbezitter, in de Franse tijd burgemeester van Roxel; hij was de vader van Annette von Droste-Hülshoff.
- Max(imilian) Friedrich von Droste zu Hülshoff (* 22 oktober 1764 op Haus Hülshoff; † 8 maart 1840 in kasteel Haus Alst bij Steinfurt), componist, bevriend met Joseph Haydn; hij was een broer van Clemens-August II en dus een oom van Annette von Droste-Hülshoff.
- Talrijke telgen uit het adellijke, katholieke geslacht Twickel met oorsprong in Kasteel Twickel in Delden (Hof van Twente), welk geslacht kasteel Haus Havixbeck liet bouwen en daar tot op de huidige dag woont, waren tussen 1700 en 2000 belangrijke lokale politici of geestelijken.
- Ugonna Okegwo (Londen, 15 maart 1962), Duits/Nigeriaans jazzcontrabassist, groeide op te Havixbeck